# Famille Zavattari
Pour les articles homonymes, voir Zavattari.
Les Zavattari sont une famille d'artistes italiens, des peintres lombards du XVe siècle.

## Personnalités
- Cristoforo Zavattari actif dans la première décennie du XVe siècle,
- Franceschino Zavattari actif (1417-1453) ses fils :
  - Gregorio Zavattari (av. 1441 - 1481),
  - Ambrogio Zavattari (av. 1441 - 1481),
  - Giovanni Zavattari (av. 1441- v.1481) et ses fils :
    - Franceschino II Zavattari documenté à Milan (1479-1481),
    - Vincenzo Zavattari,
    - Giangiacomo Zavattari,
    - Guidone Zavattari.